# Jatropha horizontalis
Jatropha horizontalis är en törelväxtart som beskrevs av Michael George Gilbert. Jatropha horizontalis ingår i släktet Jatropha och familjen törelväxter. Inga underarter finns listade i Catalogue of Life.